# العلاقات الأسترالية السلوفينية
العلاقات الأسترالية السلوفينية هي العلاقات الثنائية التي تجمع بين أستراليا وسلوفينيا.

## مقارنة بين البلدين
هذه مقارنة عامة ومرجعية للدولتين:
| وجه المقارنة                                              | أستراليا                                   | سلوفينيا                                                      |
| --------------------------------------------------------- | ------------------------------------------ | ------------------------------------------------------------- |
| المساحة (كم2)                                             | 7.69 مليون                                 | 20.27 ألف                                                     |
| عدد السكان (نسمة)                                         | 24.51 مليون                                | 2.07 مليون                                                    |
| الكثافة السكانية (ن./كم²)                                 | 3.19                                       | 102.12                                                        |
| العاصمة                                                   | كانبرا، ملبورن                             | ليوبليانا                                                     |
| اللغة الرسمية                                             | لغة إنجليزية                               | اللغة السلوفينية، اللغة الإيطالية، لغة مجرية                  |
| العملة                                                    | دولار أسترالي، جنيه إسترليني، جنيه أسترالي | يورو، تولار سلوفيني                                           |
| الناتج المحلي الإجمالي (بليون دولار)                      | 1.32 تريليون                               | 48.77 مليار                                                   |
| الناتج المحلي الإجمالي (تعادل القوة الشرائية) بليون دولار | 1.10 تريليون                               | 66.01 مليار                                                   |
| الناتج المحلي الإجمالي الاسمي للفرد دولار أمريكي          | 56.31 ألف                                  | 20.73 ألف                                                     |
| الناتج المحلي الإجمالي للفرد دولار أمريكي                 | 45.92 ألف                                  | 30.40 ألف                                                     |
| مؤشر التنمية البشرية                                      | 0.939                                      | 0.880                                                         |
| رمز المكالمات الدولي                                      | +61                                        | +386                                                          |
| رمز الإنترنت                                              | .au                                        | .si                                                           |
| المنطقة الزمنية                                           |                                            | توقيت وسط أوروبا، ت ع م+01:00، ت ع م+02:00، أوروبا/ليوبليانا ‏ |

## منظمات دولية مشتركة
يشترك البلدان في عضوية مجموعة من المنظمات الدولية، منها:
| علم المنظمة | اسم المنظمة                               | تاريخ انضمام أستراليا | تاريخ انضمام سلوفينيا |
| ----------- | ----------------------------------------- | --------------------- | --------------------- |
|             | منظمة التعاون الاقتصادي والتنمية          | ?                     | ?                     |
|             | منظمة التجارة العالمية                    | ?                     | ?                     |
|             | الاتحاد البريدي العالمي                   | ?                     | ?                     |
|             | مجموعة الموردين النوويين                  | ?                     | ?                     |
|             | يونسكو                                    | 4 نوفمبر 1946         | 27 مايو 1992          |
|             | الفريق المعني برصد الأرض                  | ?                     | ?                     |
|             | مؤسسة التمويل الدولية                     | 20 يوليو 1956         | 25 فبراير 1993        |
|             | المركز الدولي لتسوية المنازعات الاستشارية | 1 يونيو 1991          | 6 أبريل 1994          |
|             | منظمة حظر الأسلحة الكيميائية              | ?                     | ?                     |
|             | مؤسسة التنمية الدولية                     | 24 سبتمبر 1960        | 25 فبراير 1993        |
|             | مجموعة أستراليا                           | 1985                  | 2004                  |
|             | وكالة ضمان الاستثمار متعدد الأطراف        | 10 فبراير 1999        | 19 مارس 1993          |
|             | الاتحاد الدولي للاتصالات                  | 27 مايو 1878          | 16 يونيو 1992         |
|             | منظمة الشرطة الجنائية الدولية             | ?                     | ?                     |
|             | الأمم المتحدة                             | 1 نوفمبر 1945         | 22 مايو 1992          |
|             | البنك الدولي للإنشاء والتعمير             | 5 أغسطس 1947          | 25 فبراير 1993        |
|             | المنظمة الهيدروغرافية الدولية             | ?                     | ?                     |

## أعلام
هذه قائمة لبعض الشخصيات التي تربطها علاقات بالبلدين:
- أوريليو فيدمار (3 فبراير 1967[29] – )
- توني فيدمار (لاعب كرة قدم أسترالي، 4 يوليو 1970[30] – )
- داميان موري (30 سبتمبر 1970[31] – )

## وصلات خارجية
- موقع وزارة الخارجية الأسترالية
- موقع وزارة الخارجية السلوفينية